# Zwarte arend
De Zwarte arend (Aquila verreauxii) is een donkere zeer grote arend en behorende tot de familie Accipitridae.

## Uiterlijke kenmerken
Deze vogel heeft een zwart verenkleed met een witte stuit, achterrug en twee witten banden op de rug. De vogel heeft een spanwijdte van 186 tot 222 cm.

## Leefwijze
Het voedsel bestaat voornamelijk uit zoogdieren met een voorkeur voor klipdassen maar ook wel vogels en reptielen.

## Voortplanting
Zij leggen 1-3 eieren welke door beide partners worden uitgebroed in 43-46 dagen. De nestduur is 84-99 dagen en de afhankelijkheid is maximaal 6 maanden.

## Verspreiding en leefgebied
Het verspreidingsgebied is zuidelijk en oostelijk Afrika en het Midden-Oosten. De habitat is een rotsachtig landschap ver verwijderd van menselijke bewoning.